# Viktor Kee
Viktor Kee (Priluki (Oekraïne)) is de artiestennaam van Viktor Kiktev (Oekraïens: Віктор Кіктєв). Kee treedt sinds een aantal jaren op in de voorstelling Dralion van Cirque du Soleil. 
Als vierjarige zat Kee op de balletschool, maar zijn oudere broer nam hem mee naar de circusschool Uday, waar Alex Gruzin hem onder zijn hoede nam. Van Gruzin leerde Kee acrobatiek, balans-acts, magie, clownerie en jongleren. Jongleren werd Kee's specialiteit, toen hij elf was stelde hij zijn eerste solo-act samen: het jongleren met 3 en 5 ballen, gecombineerd met breakdance. 
Vanaf 1989 studeerde Kee aan de circusschool in Kiev, en wist hij zijn act te perfectioneren tot het jongleren met negen ballen, het uitvoeren van een pirouette met zeven ballen, en een dubbele pirouette tijdens het jongleren met vijf ballen. Daarnaast vond Kee het van enorm belang om niet alleen de techniek onder de knie te krijgen, maar ook het show-aspect uit te werken. Zijn leraar Aracady Poupon en choreograaf Nikolay Baranov waren daarin zijn mentor.
In 1994 won Kee de prestigieuze Raspini Award tijdens het 17e internationale circusfestival Cirque de Demain in Parijs. Daarna trad hij op in onder andere de Moulin Rouge en het Lido in Parijs, en The Mirage in Las Vegas.
Sinds 1999 speelt Kee bij het Canadese Cirque du Soleil.